# FC Romania
FC Romania (celým názvem: Football Club Romania) je anglický fotbalový klub, který sídlí ve městě Cheshunt v nemetropolitním hrabství Hertfordshire. Jedná se o sportovní organizaci rumunské komunity v oblasti hrabství Hertfordshire a Velkého Londýna. Založen byl v roce 2006 skupinou rumunských dělníků, kteří začali působit v amatérských nedělních ligách (tzv. Sunday league football). Od sezóny 2018/19 hraje v Isthmian League South Central Division (8. nejvyšší soutěž). Klubové barvy jsou modrá, žlutá a červená.
Své domácí zápasy odehrává na stadionu Cheshunt Stadium (patřící Cheshuntu FC) s kapacitou 3 500 diváků.

## Úspěchy v domácích pohárech
Zdroj:
- FA Cup
  - 2. předkolo: 2014/15, 2017/18
- FA Vase
  - 4. kolo: 2015/16

## Umístění v jednotlivých sezonách
Stručný přehled
Zdroj:
- 2006–2008: Sunday London Weekend League
- 2008–2010: Essex Business Houses League
- 2010–2011: Middlesex County League (Division One Central & East)
- 2011–2013: Middlesex County League (Premier Division)
- 2013–2018: Essex Senior League
- 2018– : Isthmian League (South Central Division)

Jednotlivé ročníky
Zdroj:
Legenda: Z - zápasy, V - výhry, R - remízy, P - porážky, VG - vstřelené góly, OG - obdržené góly, +/- - rozdíl skóre, B - body, červené podbarvení - sestup, zelené podbarvení - postup, fialové podbarvení - reorganizace, změna skupiny či soutěže
| Anglie (2013 – ) |                                          |        |    |    |   |    |     |    |     |    |        |
| Sezóny           | Liga                                     | Úroveň | Z  | V  | R | P  | VG  | OG | +/- | B  | Pozice |
| 2013/14          | Essex Senior League                      | 9      | 38 | 21 | 9 | 8  | 82  | 56 | +26 | 72 | 5.     |
| 2014/15          | Essex Senior League                      | 9      | 38 | 21 | 2 | 15 | 88  | 72 | +16 | 65 | 6.     |
| 2015/16          | Essex Senior League                      | 9      | 40 | 27 | 8 | 5  | 114 | 43 | +71 | 89 | 3.     |
| 2016/17          | Essex Senior League                      | 9      | 42 | 27 | 7 | 8  | 125 | 56 | +69 | 88 | 3.     |
| 2017/18          | Essex Senior League                      | 9      | 40 | 28 | 7 | 5  | 98  | 37 | +61 | 91 | 3.     |
| 2018/19          | Isthmian League (South Central Division) | 8      | 38 |    |   |    |     |    |     |    |        |